# José Morais
José Manuel Ferreira de Morais, dit José Morais, né le 27 juillet 1965 à Golungo Alto en Angola portugais, est un footballeur  portugais, reconverti entraîneur.
Il a été l'entraîneur-adjoint de José Mourinho, à l'Inter Milan, au Real Madrid et à Chelsea FC. Les deux hommes se sont rencontrés à Benfica en 2000.

## Biographie
José Morais travaille tout d'abord avec les équipes de jeunes du Benfica.
Le 27 avril 2002, il devient l'entraîneur du SC Westfalia Herne en quatrième division allemande. Entre janvier 2003 et juin 2003, il est l'entraîneur du club allemand du Dresdner SC (3e division).
Il entraîne ensuite le club suédois club d'Assyriska FF, l'équipe tunisienne de l'Espérance de Tunis (EST), et occupe le poste de sélectionneur de l'équipe du Yemen,.
Il arrive à l'Inter en juillet 2009, pour pallier le départ d'André Villas-Boas parti à l'Académica de Coimbra.
Le 6 juin 2014, Morais est nommé manager du club saoudien d'Al-Shabab Riyad. Il y remporte la Supercoupe d'Arabie saoudite, après avoir battu l'équipe d'Al Nasr Riyad aux Tirs au but lors de son premier match.
Le 24 juin 2022, José Morais est nommé entraîneur principal de l'équipe première du Sepahan SC, en Iran. Avec le technicien portugais à la tête de l'équipe, le club remporte la Coupe d'Iran face au Mes Rafsanjan F.C. (en) en s'imposant par deux buts à zéro le 20 juin 2024,. 
Morais quitte le Sepahan SC en novembre 2024 pour des raisons personnelles.

## Palmarès
ES Tunis
- Champion de Tunisie en 2010

 Al-Shabab Riyad
- Vainqueur de la Supercoupe d'Arabie saoudite de football en 2014 (en)

 Jeonbuk Hyundai Motors
- champion de Corée du Sud en 2019 et 2020
- Vainqueur de la Coupe de Corée du Sud de football en 2020

 Al-Hilal
- Champion d'Arabie saoudite en 2021

 Sepahan Ispahan
- Vainqueur de la Coupe d'Iran de football en 2024 (en)